# Карен Джой Фаулер
Карен Джой Фаулер (англ. Karen Joy Fowler; нар. 7 лютого 1950) — американська письменниця у жанрі наукової фантастики та фентезі.

## Біографія
Народилася 7 лютого 1950 року в Блумінгтоні, Індіана, США, де й провела наступні одинадцять років свого життя, допоки разом із сім'єю не переїхала до Пало Альто (Берклі). Навчалася в Університеті Каліфорнії та спеціалізувалась на політології. На першому курсі магістратури народила дитину і присвятила наступні сім років свого життя лиш вихованню свого чада. Зрештою, вирішила відвідувати уроки танцю та креативного письма у Каліфорнійському університеті (Дейвіс). Усвідомивши свою неперспективність як танцівниці, почала друкувати свої літературні твори. Гучно повідомила про себе своїм першим оповіданням «Згадка Попелюшки» (1985), а незабаром з'явилася й ціла збірка оповідок письменниці — «Штучні речі» (1996).

## Письменницька кар'єра
Свою письменницьку кар'єру розпочала публікацією оповідання «Згадка Попелюшки», яке з'явилося на сторінках антології «Л. Рон Габбард представляє письменників майбутнього» (1985). Перша же збірка авторки — «Штучні речі» — вийшла у світ уже наступного року та принесла письменниці премію Джона В. Камбелла у категорії «Найкращий новий письменник».
Перший же роман письменниці — «Сара Канарка» — побачив світ 1991 року та став одним із найкращих творів про перший контакт. Розповідає про жінку-прибульця, яка з'являється 1873 року у штаті Вашингтон, де через схожі на пташині звуки, що вона видавала, їй дали прізвисько Сара Канарка. Персонажами роману стали американець китайського походження, психічно хвора людина, феміністка та насамкінець сама Сара.
1991 року Карен Джой Фаулер та Пет Мерфі заснували літературну нагороду — Меморіальну премію Джеймса Тіптрі-молодшого, яку вручають за «розширення та дослідження нашого розуміння гендеру» у науковій фантастиці та фентезі. Премію назвали на честь Еліс Шелдон, яка використовувала псевдонім Джеймс Тіптрі-молодший.
1996 року світ побачив другий роман письменниці «Сезон Світгарт», романтична комедія з елементами історії та фентезі. Одним із найвідоміших творів авторки є роман «Книжковий клуб Джейн Остін» (2004), який отримав позитивну оцінку як критиків, так і читачів. Ба більше, книга ввійшла до списку бестселерів «Нью-Йорк Таймз». Останній роман письменниці — «Ми всі цілком самі за себе» (2013) — удостоївся премії Фолкрена 2014 року, став номінантом на премію «Неб'юла» та ввійшов до короткого списку Букерівської премії.
Дві збірки оповідань Карен — «Чорне скло» (1998) та «Що я не бачила та інші історії» (2010) — принесли письменниці Всесвітню премію фентезі.
2002 року Карен написала одне з своїх найвідоміших оповідань — «Що я не бачила». Письменниця надихнулася написати цю розповідь після ретельних пошуків інформації про шимпанзе для книги «Ми усі цілком самі за себе». Під час дослідження Фаулер натрапила на есе Донни Гаравей, яка розповідала про експедицію 1920 року, яку провів куратор Американського музею природознавства. Один із чоловіків експедиції запропонував жінці з їхньої групи вбити горилу, щоб надалі цей вид перебував у безпеці. Він обґрунтував це так: якщо жінка так вчинить, то горили перестануть справляти враження грізних тварин і бажання полювати на них зникне. 2003 року оповідання здобуло премію «Неб'юла».
2007 року працювала інструкторкою на семінарі наукової фантастики «Кларіон», що тоді проводився в Сан Дієго. Цього ж року стала одною з двох почесних гостей на Рідерконі, щорічному науково-фантастичному з'їзді.
2008 року оповідання «Завжди» (2007) принесло авторці премію «Неб'юла» у категорії «Найкраще оповідання». Ба більше, за оповідання «Пеліканський бар» Карен Фаулер також отримала премію Ширлі Джексон (2009) та Всесвітню премію фентезі за найкращий твір короткої форми (2010).

### Романи
- Sarah Canary (1991)  — «Сара Канарка» → роман про загадкову жінку, яка з'явилася в 1873 році у Вашингтоні;
- The War of the Roses (1991) — «Війна троянд» → повість.
- The Sweetheart Season (1996) — «Сезон Світгарт» → роман у жанрі фентезі про Sweetwheat Sweethearts, жіночу бейсбольну команду 1947 року з Міннесоти
- Sister Noon (2001) — «Сестра Полудень» → роман події якої відбуваються у 1890-ті в Сан-Франциско.
- The Jane Austen Book Club (2004) — «Книжковий клуб Джейн Остін» шість членів книжкового клубу 21 сторіччя обговорюють книги Джейн Остін.
- Wit's End (Putnam, 2008) — «Кінець розуму» → молода жінка навідується до своєї бабусі, найуспішнішої американської письменниці у жанрі детективу.
- We Are All Completely Beside Ourselves (2014) — «Ми всі цілком самі за себе».

### Збірки
- Artificial Things (1986) — «Штучні речі» → збірка з 13 оповідань.
- Peripheral Vision (1990) — «Периферійний зір» → збірка з 5 оповідань
- Letters from Home (1991) — «Листи з дому» → збірка оповідань, куди ввійшли оповідання Пет Кедіген, Пет Мерфі та Карен Фаулер.
- Black Glass (1997) — «Чорне скло» → збірка з 15 оповідань.
- What I Didn't See and Other Stories (2010) — «Що я не бачила та інші розповіді» → збірка з 12 оповідань.